# فهرست خودروهای شورلت
شرولت هیچ ماشین درست نکرده

## تولیدات فعلی
- شورولت آگیل (۲۰۰۹–تاکنون)
- شورلت آویو (۲۰۰۲-تاکنون)
- شورلت کامارو (۱۹۶۷–۲۰۰۲ و ۲۰۱۰-تاکنون)
- شورولت کاپرایس (۲۰۱۱-تاکنون)
- دوو ویناستورم (۲۰۰۶-تاکنون)
- اوپل آنتارا (۲۰۰۶-۲۰۱۲)
- شورولت کلتا (۲۰۰۰-تاکنون)
- شورولت کوبالت (۲۰۰۵–۲۰۱۰ و ۲۰۱۱-تاکنون)
- شورلت کلرادو (۲۰۰۴–تاکنون)
- شورلت کوروت (۱۹۵۳–۱۹۸۲ و ۱۹۸۴-تاکنون)
- شورلت کروز (۲۰۰۸-تاکنون)
- شورلت اکویناکس (۲۰۰۵–تاکنون)
- شورلت اکسپرس (۱۹۹۶–تاکنون)
- سوزوکی اسکیود (۱۹۹۹-تاکنون)
- شورلت تراورس (۲۰۱۲-تاکنون)
- شورلت ایمپالا (۱۹۵۸–۱۹۸۵، ۱۹۹۴–۱۹۹۶ و ۲۰۰۰–تاکنون)
- دوو لاستی (۲۰۰۵-۲۰۰۸)
- دوو کالوس (۲۰۰۵-تاکنون)
- شورولت لومینا (۱۹۹۰–۲۰۰۱)
- دوو لانوس (۲۰۰۵-تاکنون)
- شورلت ملیبو (۱۹۶۴–۱۹۸۳ و ۱۹۹۷—تاکنون)
- شورولت مونتانا (۲۰۰۳-تاکنون)
- شورولت اورلاندو (۲۰۱۰-تاکنون)
- شورولت کلتا (۲۰۰۷-تاکنون)
- شورولت اس-۱۰ (۱۹۸۲-۲۰۰۴)
- شورلت سیلورادو (۱۹۹۹–تاکنون)
- شورلت آویو (۲۰۱۲-تاکنون)
- دوو ماتیز (۲۰۱۲-تاکنون)
- شورولت ساب‌اوربان (۱۹۳۵–تاکنون)
- شورلت تاهو (۱۹۹۵–تاکنون)
- شورولت تاورا (۱۹۹۸-تاکنون)
- شورولت مونتانا (۲۰۰۴-تاکنون)
- شورولت تراکر (۱۹۹۸-۲۰۰۴)
- شورولت تریل‌بلیزر (۲۰۰۲–۲۰۰۹)
- شورلت ولت (۲۰۱۱-تاکنون)

## خودروهای تاریخی
- شورولت ۱۵۰ (۱۹۵۳-۱۹۵۷)
- شورولت ۲۱۰ (۱۹۵۳-۱۹۵۷)
- شورولت ۴۰۰ (۱۹۶۲-۱۹۷۴)
- شورولت سی/کا (۱۹۹۰-۱۹۹۳)
- شورولت ۱۷۰۰ (۱۹۷۲-۱۹۷۸)
- شورولت ای۱۰ (۱۹۸۱-۱۹۸۵)
- شورولت ای۲۰ (۱۹۸۵-۱۹۹۶)
- شورولت آلرو (۱۹۹۹–۲۰۰۴)
- شورولت آسترو (۱۹۹۱-۲۰۰۹)
- شورلت آوالانچ (۲۰۰۲–۲۰۱۳)
- شورولت ون (۱۹۷۱–۱۹۹۶)
- شورولت بل ایر (۱۹۵۳–۱۹۷۵)
- شورولت برتا (۱۹۸۷–۱۹۹۶)
- شورولت بسکین (۱۹۵۸–۱۹۷۲)
- شورولت اس-۱۰ بلیزر (۱۹۹۵-۲۰۰۵ )
- شورولت سی-۱۰ (۱۹۶۴-۱۹۸۵)
- شورولت سی-۲۰ (۱۹۸۵-۱۹۹۶)
- شورولت کالیبره (۱۹۸۹-۱۹۹۷)
- شورولت کاپرایس (۱۹۶۵–۱۹۹۶)
- شورولت استبم (۱۹۹۸-۲۰۰۲)
- شورولت کاوالیر (۱۹۸۲–۲۰۰۵)
- شورولت سلبریتی (۱۹۸۲–۱۹۹۰)
- شورولت کاوالیر (۱۹۷۶-۱۹۸۵)
- شورولت چول (۱۹۶۴–۱۹۷۷)
- شورولت شوی II (۱۹۶۹-۱۹۷۸)
- اوپل کورسا (۱۹۹۴-۲۰۱۲)
- شورولت نوا (۱۹۶۲-۱۹۶۸)
- شورولت سایتیشن (۱۹۸۰–۱۹۸۵)
- شورولت سی/کا (۱۹۶۰-۲۰۰۰)
- شورولت کومودور (۱۹۷۸-۱۹۸۲)
- اوپل کورسا (۱۹۹۴-۲۰۱۱)
- اوپل کورسا کلاسیک (۲۰۰۰-۲۰۱۰)
- اوپل کورسا پلاس (۲۰۰۵-۲۰۱۰)
- شورولت کورسیکا (۱۹۸۷–۱۹۹۶)
- شورولت کورن‌ویر (۱۹۶۰–۱۹۶۹)
- شورلت کروز (۲۰۰۱-۲۰۰۸)
- شورولت دی-۱۰ (۱۹۸۰-۱۹۸۵)
- شورولت دی-۲۰ (۱۹۸۵–۱۹۹۶)
- شورولت دلری (۱۹۵۸)
- شورولت دولوکس (۱۹۴۱-۱۹۴۲ و ۱۹۴۵-۱۹۵۲)
- ایسوزو دی-مکس (۲۰۰۲-۲۰۰۸)
- شورولت ایگل (۱۹۳۳)
- شورولت ال کامینو (۱۹۵۹–۱۹۶۰ و ۱۹۶۴–۱۹۸۷)
- دوو مگنوس (۲۰۰۴-۲۰۰۶)
- دوو توسکا (۲۰۰۶–۲۰۱۱)
- سوزوکی استبم (۱۹۹۶-۲۰۰۴)
- دوو مگنوس (۲۰۰۵-۲۰۰۶)
- دوو ماتیز (۲۰۰۳-۲۰۰۴)
- ایسوزو ویزارد (۱۹۸۹-۲۰۰۴)
- ایسوزو جمینی (۱۹۸۵-۱۹۹۰)
- شورولت ون (۱۹۶۴-۱۹۹۶)
- شورلت اچ‌اچ‌آر (۲۰۰۶–۲۰۱۱)
- دوو ماتیز (۲۰۰۵-۲۰۰۹)
- شورولت کی۵ بلیزر (۱۹۶۹-۱۹۹۴)
- دوو کالوس (۲۰۰۵-۲۰۰۸)
- شورولت کودیاک (۱۹۸۰–۲۰۰۹)
- هولدن کیگ‌وود (۱۹۶۸-۱۹۸۰)
- اوپل ماریوا (۲۰۰۲-۲۰۱۰)
- دوو ماتیز (۲۰۰۵-۲۰۱۰)
- شورولت مرکوری (۱۹۳۳)
- شورولت مترو (۱۹۹۸–۲۰۰۱)
- شورولت مونت کارلو (۱۹۷۰–۱۹۸۸ و ۱۹۹۵–۲۰۰۷)
- شورولت مونزا (۱۹۷۵–۱۹۸۰)
- شورولت نوماد (اس‌یووی) (۱۹۷۳-۱۹۸۲)
- شورولت نووا (۱۹۶۹–۱۹۷۹ و ۱۹۸۵-۱۹۸۸)
- دوو لاستی (۲۰۰۴)
- شورولت اوپالا (۱۹۶۹-۱۹۹۲)
- دوو لاستی
- دوو تاکوما (۲۰۰۲-۲۰۰۸)
- ایسوزو ویزارد (۱۹۸۹-۲۰۰۴)
- شورولت اس-۱۰ بلیزر (۱۹۸۳-۱۹۹۴)
- شورولت سناتور (۱۹۷۸-۱۹۸۲)
- شورولت سری سی کلاسیک شش (۱۹۱۱-۱۹۱۳)
- شورولت اسپیشال (۱۹۴۹-۱۹۵۷)
- ایسوزو جمینی (۱۹۸۵–۱۹۸۸)
- شورولت اس‌اس‌آر (۲۰۰۳–۲۰۰۶)
- دوو تاکوما (۲۰۰۲-۲۰۰۸)
- شورولت تسک فورس (۱۹۵۵-۱۹۵۹)
- اوپل تیگرا (۱۹۹۴-۲۰۰۰)
- شورولت تایتان (۱۹۶۹–۱۹۸۰)
- دوو توسکا (۲۰۰۶-۲۰۱۱)
- پونتیاک ترنس اسپورت (۱۹۹۷-۲۰۰۵)
- شورولت ون (۱۹۶۴-۱۹۹۶)
- شورولت وکترا (۱۹۹۳-۲۰۰۸)
- شورولت وگا (۱۹۷۱–۱۹۷۷)
- شورولت سی/کا (۱۹۶۴-۱۹۹۳)
- سوزوکی اسکیود (۱۹۸۸-۱۹۹۸)
- دوو تاکوما (۲۰۰۲-۲۰۰۸)
- شورولت ونچر (۱۹۹۷–۲۰۰۵)
- ایسوزو الف (۱۹۹۸-۲۰۰۹)
- اوپل زفیرا (۲۰۰۱-۲۰۱۱)

## خودروهای مفهومی
- شورلت آویو (۲۰۱۰)
- شورولت بل ایر (مفهومی) (۲۰۰۲)
- شورولت بسکین (۱۹۵۵)
- شورولت کامارو بلک (مفهومی) (۲۰۰۸)
- شورولت کامارو کروما (مفهومی) (۲۰۰۹)
- شورولت کامارو (مفهومی) (۲۰۰۶)
- شورولت کامارو کانورتیبل (مفهومی) (۲۰۰۷)
- شورولت کامارو دیل رینهارد (مفهومی) (۲۰۰۸)
- شورولت کامارو داسک (مفهومی) (۲۰۰۹)
- شورولت کامارو جی‌اس (مفهومی) (۲۰۰۸)
- شورولت کامارو ال‌اس۷ (۲۰۰۸)
- شورولت کامارو اس‌اس‌اکس (۲۰۱۰)
- شورولت کامارو زدال۱ (مفهومی) (۲۰۱۱)
- شورولت کاپرایس (۲۰۱۰)
- شورولت کوروت (نسل اول-سی۱) (۱۹۵۴)
- شورلت کورن‌ویر (۱۹۶۳)
- شورولت کوروت (مفهومی) (۱۹۵۳)
- شورولت کوروت (نسل چهارم-سی۴) (۱۹۹۰)
- کوروت استینگری (خودرو مفهومی) (۱۹۵۹)
- شورلت کوروت (۲۰۰۹)
- شورولت کوروت (نسل چهارم-سی۴) (۱۹۸۹)
- شورلت کروز (۲۰۱۰)
- شورولت آگیل (۲۰۰۸)
- شورلت اکسپرس (۱۹۸۷)
- شورلت گروو (۲۰۰۷)
- شورولت اس-۱۰ (۱۹۹۳)
- شورلت اچ‌اچ‌آر (۲۰۰۵)
- شورلت ایمپالا (۱۹۵۶)
- شورولت کامارو (نسل پنجم) (۲۰۰۹)
- دوو ماتیز (۲۰۰۴)
- شورولت نوماد (۱۹۵۴، ۱۹۹۹، ۲۰۰۴)
- شورلت اورلاندو (۲۰۰۸)
- شورولت کوروت (نسل چهارم-سی۴) (۱۹۸۴)
- شورلت ویناستورم (۲۰۰۴)
- شورلت کوروت سیریکو (۱۹۷۰)
- شورلت سکل (۲۰۰۵)
- شورلت آویو (۲۰۱۰)
- شورولت کوروت (نسل اول-سی۱) (۱۹۵۷)
- شورلت اس‌اس (۲۰۰۳)
- شورولت ساب‌اوربان (۲۰۱۰)
- شورولت کامارو (نسل پنجم) (۲۰۰۹)
- دوو ویناستورم (۲۰۰۵)
- شورلت تاندم ۲۰۰۰ (۱۹۹۹)
- شورلت ترکس (۲۰۰۷)
- شورلت ولت (۲۰۰۷)
- شورولت وگا (۱۹۷۳)
- شورولت کامارو (نسل سوم) (۱۹۸۹)
- شورلت کروز (۱۹۹۹)

## نمونه‌های اولیه
- شورولت کوروت (نسل چهارم-سی۴) (۱۹۸۳)
- شورولت کوروت (نسل چهارم) (۱۹۹۰)